# El río y la muerte
El río y la muerte es una película de drama criminal mexicana de 1955, dirigida por Luis Buñuel basándose en la novela de Miguel Álvarez Acosta Muro blanco en roca negra.

## Argumento
Dos familias viven enfrentadas en un violento pueblo mexicano. Cuando una persona es asesinada, la sociedad permite al asesino conservar la vida en soledad si consigue atravesar el río. Gerardo, joven médico que pertenece a una de las familias enfrentadas, regresa a su pueblo tras una serie de muertes y decide llevar a cabo su venganza.

## Premios

### Premios Ariel del cine mexicano de 1956
- Ariel de plata a la mejor banda sonora: Raúl Lavista.
- Nominado al Ariel de plata a la mejor fotografía: Raúl Martínez Solares.
- Nominado al Ariel de plata al mejor sonido: José de Pérez.

- Datos: Q1571869